# Tacy byliśmy
Tacy byliśmy (ang. The Way We Were) – amerykański melodramat z 1973 roku w reżyserii Sydneya Pollacka.

## Obsada
- Barbra Streisand – Katie Morosky
- Robert Redford – Hubbell Gardner
- Bradford Dillman – J.J.
- Lois Chiles – Carol Ann
- Patrick O’Neal – George Bissinger
- Viveca Lindfors – Paula Reisner
- Allyn Ann McLerie(inne języki) – Rhea Edwards
- Murray Hamilton – Brooks Carpenter
- James Woods – Frankie McVeigh
- Sally Kirkland – Pony Dunbar

i inni

## Nagrody i nominacje
Oscary za rok 1973
- Najlepsza muzyka w dramacie – Marvin Hamlisch
- Najlepsza piosenka – "The Way We Were" – muz. Marvin Hamlisch; sł. Alan Bergman(inne języki), Marilyn Bergman(inne języki)
- Najlepsze zdjęcia – Harry Stradling Jr. (nominacja)
- Najlepsza scenografia i dekoracje wnętrz – Stephen B. Grimes(inne języki), William Kiernan (nominacja)
- Najlepsze kostiumy – Dorothy Jeakins, Moss Mabry (nominacja)
- Najlepsza aktorka – Barbra Streisand (nominacja)

Złote Globy 1973
- Najlepsza piosenka – "The Way We Were" – muz. Marvin Hamlisch; sł. Alan Bergman(inne języki), Marilyn Bergman(inne języki)
- Najlepsza aktorka dramatyczna – Barbra Streisand (nominacja)

Nagrody BAFTA 1974
- Najlepsza aktorka – Barbra Streisand (nominacja)

## Ciekawostki
Piosenka z filmu została sparodiowana w serialu Świat Według Bundych w 19 odcinku sezonu 5.